# Mokorotlo
El mokorotlo es un tipo de gorro de paja usado por la etnia sotho que habita Sudáfrica y Lesoto, siendo considerado un símbolo nacional tanto para los basotho como para los lesotho. La silueta del mokorotlo aparece en la bandera de Lesoto. Se cree que su diseño se basa en la forma cónica del monte Qiloane.